# Любовшо
Любовшо — деревня в Красногорском районе Брянской области России. Административный центр Любовшанского сельского поселения.

## География
Деревня находится в западной части Брянской области, в зоне хвойно-широколиственных лесов, в пределах восточной окраины Полесской низменности, на левом берегу реки Беседь, при автодороге 15К-1501, на расстоянии примерно 3 км (по прямой) к юго-западу от посёлка городского типа Красная Гора, административного центра района. Абсолютная высота — 138 м над уровнем моря.

### Климат
Климат характеризуется как умеренно континентальный. Среднегодовая многолетняя температура воздуха составляет 10 °С. Средняя температура воздуха самого тёплого месяца (июля) — 23,9 °C (абсолютный максимум — 32 °C); самого холодного (января) — −3,8 °C (абсолютный минимум — −25 °C). Безморозный период длится в среднем 170—190 дней. Среднегодовое количество атмосферных осадков составляет 550—600 мм.

### Часовой пояс
Деревня Любовшо, как и вся Брянская область, находится в часовой зоне МСК (московское время). Смещение применяемого времени относительно UTC составляет +3:00.

## История
Территория, на которой была поселена Любовша, стала осваиваться ещё в эпоху неолита и бронзы (IV – II тыс. лет до н.э.). Благоприятные природные и климатические условия способствовали заселению этой территории и в более позднее время, о чем свидетельствуют древнерусские курганы 11 – 13 вв., обследованные археологами П.М.Еременко в 1906 г. и А.В.Кашкиным в 1974 г.
Время появления современной Любовши неизвестно, но по данным переписи 1723 года в это время деревня уже существовала. Часть её населения несла повинности в пользу значкового товарища Гаврилы Хомченка, а другая часть была приписана к Стародубской ратуше.
Однако со временем жители Любовши попали в зависимость к Киево-Печерской лавре. В течение нескольких лет они брали в долг хлеб и деньги у монахов-городничих соседней Поповой Горы, находившейся во владении лавры. Не имея возможности вернуть долги, крестьяне отдавали лавре свои земли и по факту переходили к новому владельцу. Таким образом, ко второй половине 18 века Любовша, наряду с Ширками, Поповой Горой и другими селами была включена в лаврскую Попогорскую волость, а её жители получили статус монастырских крестьян и стали управляться монахами-городничими.
Согласно описанию Новгород-Северского наместничества, проведённому в 1779 – 1781 гг., «деревня Любовша владения Киево-Печерской лавры волости Попогорской … лежит на ровном покатистом месте, в лесах (и между оними на пахотних полянках), срединою той деревне протекает речка Любовша и на ней здесь плотина с мелницею на 1 коло, и сия речка невотдаль сей деревне впадает в реку Беседь, коей левая сторона от села в 1 версту. В сей деревне посполитих (монастирских) 40 дворов, в них хат 51, бездворн. 12».
В связи с особенностями ландшафта немалое время местные жители уделяли расчистке леса и освоению земель. Лес использовался для выделывания дёгтя, изготовления ценовки, рогожи и деревянной посуды. Землю засевали, в основном, рожью и пенькой, которую, наряду с дегтем и другими изделиями, полученными из лесных материалов, впоследствии продавали на ярмарках стародубским купцам из старообядческих слобод.
После Указа Екатерины II от 1786 года о секуляризации монастырских земель владения Лавры были переданы в казенное ведомство. Любовша вошла в состав казённой Селецкой волости Суражского повета, а ее жители получили статус государственных крестьян, сохранявшийся за ними до отмены крепостного права.
В 1861 г. Любовша вошла в состав Поповогорской волости Суражского уезда.
Население деревни имело приход в Троицкой церкви с. Попова Гора, построенной на средства Киево-Печерской лавры в 1784 году. В 1892 году в деревне открылась школа грамоты, в которой преподавал житель Любовшо Лука Данилович Беляй, окончивший земское народное училище.
В 1912 году в деревне было построено новое здание школы, в котором после победы Октябрьской социалистической революции была организована «договорная» школа, содержавшаяся за счет родителей учеников. В начале 1920-х гг. подобные школы открылись в Красной Горе, Дубровке, на х. Щедрин и в некоторых других близлежащих населённых пунктах. Функционирование договорных школ объяснялось нехваткой денег в уездных и волостных бюджетах на содержание государственных учебных учреждений. В 1922 – 1923 гг. в Любовшанской школе работали два преподавателя: 47-летний Лука Данилович Беляй и молодая 17-летняя учительница А.Ф.Маршалкина, имевшая только школьное образование. К середине 1920-х гг. договорная школа была реорганизована в государственную школу 1-й ступени.
В 1921 г. Любовшо, в числе других населённых пунктов бывшего Суражского уезда, была включена в состав Клинцовского уезда Гомельской губернии. Согласно переписи 1926 года в деревне проживало более двух с половиной тысяч человек (ок. 500 дворов).
В 1929 г. Любовшо вошла в состав Красногорского района, где находится и в настоящее время в качестве центра сельского поселения.

## Население
| 2010 | 2013 |
| ---- | ---- |
| 883  | ↘856 |

### Национальный состав
2540 человек (1926), в национальной структуре населения русские составляли 100 % из 1078 человек (2002).

## Известные уроженцы и жители
- Бычков, Андрей Иванович (16 февраля 1947, деревня Любовшо, Брянская область — 27 октября 2020, Кострома, Россия) — председатель Костромской областной Думы первого, второго, четвёртого и пятого созывов.